# Greklands flotta

Grekiska flottans emblem.

Greklands flotta (grekiska: Πολεμικό Ναυτικό, Polemikó Naftikó, förkortat ΠΝ) är det marina vapenslaget i Grekland. Den moderna grekiska flottan har sina rötter i Egeiska öarnas olika sjöstridskrafter som stred i grekiska frihetskriget. Under monarkin (1833-1924 och 1936-1973) var den känt som Kungliga flottan (Βασιλικόν Ναυτικόν, Vasilikón Naftikón, förkortat ΒΝ).
Grekiska flottans motto är "Μέγα το της Θαλάσσης Κράτος" från Thukydides beaktande av Perikles oration vid tröskeln till det peloponnesiska kriget. Detta har fritt översatts till "Stort är det land som styr över havet". Grekiska flottans emblem består av ett ankare framför en korsad kristet kors och treudd, där korset symboliserar grekisk ortodoxi och treudden symboliserar Poseidon, havsguden i grekisk mytologi. Perikles ord är skrivet över toppen av emblemet.
| ”                            | "Flottan, eftersom den utgör ett nödvändig vapen för Grekland, bör endast skapas för krig och syftar till seger." | „ |
| – Grekiska regeringen (1866) | |   |